# 泰勒斯維爾 (喬治亞州)
泰勒斯維爾（英語：Taylorsville）是一個位於美國喬治亞州巴托縣與波爾克縣的城鎮。

## 地理
泰勒斯維爾的座標為34°05′10″N 84°59′15″W / 34.08611°N 84.98750°W，而該地的平均海拔高度為223米（即732英尺）。

## 人口
根據2010年美國人口普查的數據，泰勒斯維爾的面積為3.86平方千米，均為陸地。當地共有人口210人，而人口密度為每平方千米54人。